# Arman Kashani

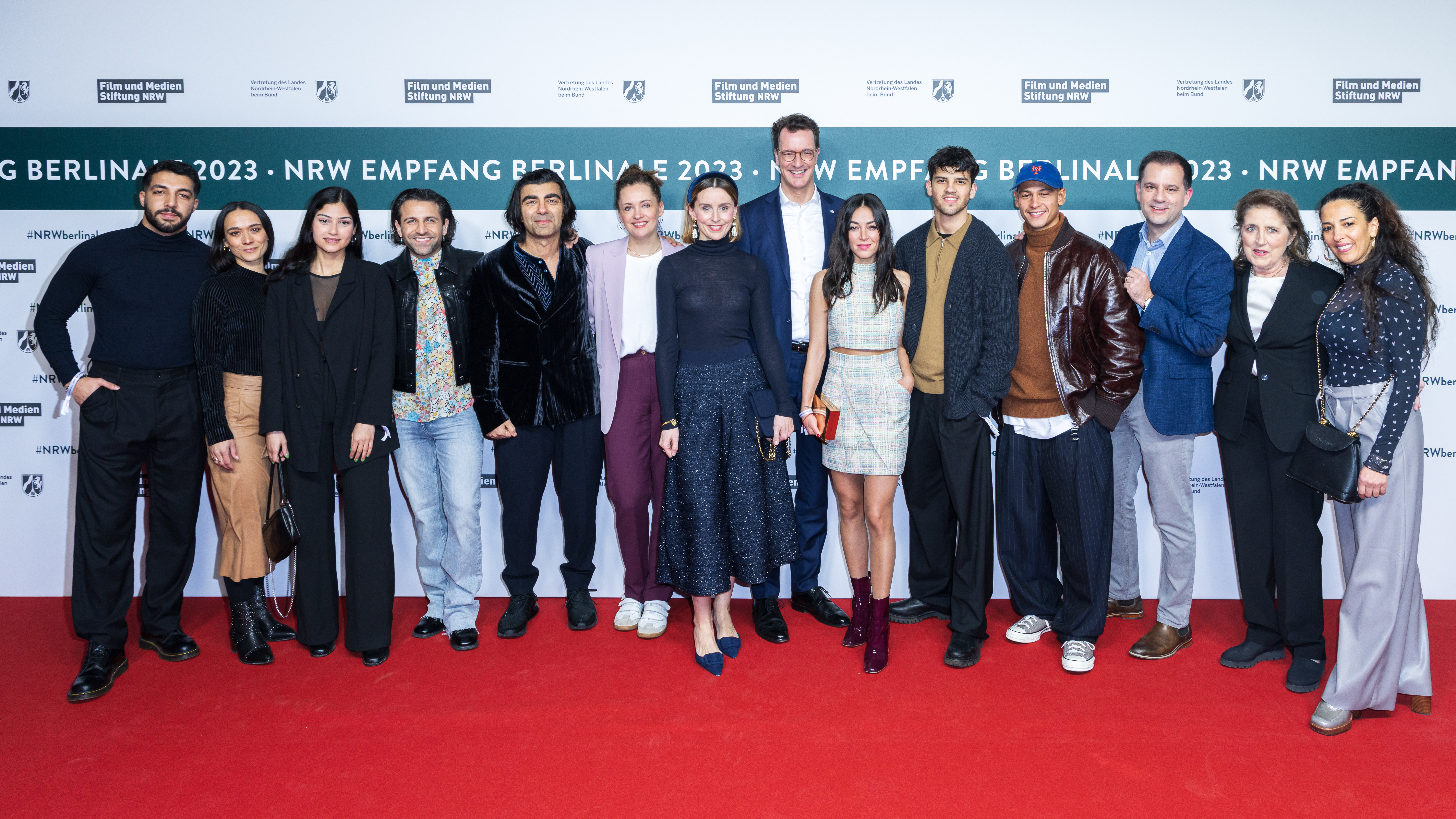
Arman Kashani 2023 (vierter von links)

Arman Kashani (* 1992 in Berlin) ist ein deutscher Schauspieler, YouTuber, Komiker und Tänzer.

## Leben
Kashani lernte als Jugendlicher Breaking und Popping. 2014 war er Halbfinalist der deutsche Ausgabe der Tanzshow Got to Dance. Er arbeitete mit den Flying Steps an internationalen Projekten und bei Tanzbattles in Deutschland zusammen. Ein Highlight seiner Karriere war die Teilnahme am Battle „Juste Debout“ in Paris mit 144 Teilnehmern, bei dem er Deutschland repräsentierte und es unter die Top 4 schaffte.
Arman begann seine Schauspielkarriere mit verschiedenen Rollen im deutschen Fernsehen und Kino. Zu seinen bekanntesten Filmen gehört Rheingold (2022), in dem er unter der Regie von Fatih Akin die Rolle des Miran spielte. Im Fernsehen war er in Serien wie „Barrys Barbershop“ (2021–2022), „Pumpen“ (2023) und „Schwarze Schafe“ (2023) zu sehen. In der Serie „Player of Ibiza“ (2023) übernahm er eine Hauptrolle.
Arman Kashani ist ausgebildeter Tänzer. Er beherrscht eine Vielzahl von Tanzstilen, darunter Breaking, Hip-Hop und Popping. Zudem ist er in verschiedenen Kampfsportarten wie Tae Kwon Do, Kickboxen und Kung Fu erfahren.
Neben seiner Schauspielkarriere ist Arman auch auf allen Social-Media-Plattformen aktiv. Auf YouTube betreibt er seit 2006 einen Kanal, auf dem er komödiantische Sketche und andere unterhaltsame Inhalte teilt. Sein YouTube-Kanal hat über 220.000 Abonnenten und mehr als sechs Millionen Aufrufe gesammelt.

## Filmografie

### Filme
- 2021: Der Wolf
- 2022: Rheingold

### Fernsehserien
- 2012: Allein unter Nachbarn
- 2020: Ex on the Beach
- 2021/22: Barrys Barbershop
- 2023: Gute Zeiten, schlechte Zeiten (5 Folgen)[8]
- 2023: Player of Ibiza[9][3]
- 2023: Schwarze Schafe
- 2023: Pumpen